# غيبوبة
الغيبوبة (بالإنجليزية: Coma، وتعني باليونانية النوم العميق)، هي حالة فقدان وعي عميقة، لا يمكن للفرد خلالها أن يتفاعل مع البيئة المحيطة به، ولا يمكنه أيضا الاستجابة للمؤثرات الخارجية. تتميز الغيبوبة بفشل عمل نظام التنشيط الشبكي (RAS). الشخص الواقع تحت تأثير الغيبوبة هو شخص على قيد الحياة، لكنه ليس نائما. موجة نشاط الدماغ لشخص في غيبوبة تختلف كثيرا عن تلك لدى شخص نائم، يمكن إيقاظ شخص من النوم، لكن لا يمكن إيقاظ شخص من حالة غيبوبة.
يمكن للغيبوبة أن تنجم بسبب المرض، أو بسبب حدوث صدمات للدماغ. عادة لا تستغرق الغيبوبة أكثر من بضعة أسابيع. الكثير من الافراد يستعيدون أدائهم البدني والعقلي بشكل كامل عندما يخرجون من الغيبوبة. لكن البعض يحتاج إلى أشكال مختلفة من العلاج لاستعادة القدرة على أداء وظائف معينة بصورة مقبولة. بعض المرضى لا يستعيدون أي شيء بخلاف وظائف الجسم الأساسية والبسيطة.
في بعض الأحيان، وبعد الغيبوبة، يمكن أن ينزلق المصاب إلى حالة يطلق عليها حالة إنباتية مستديمة (بالإنجليزية: persistent vegetative state) ؛ المصابون ضمن هذه الحالة هم مرضى فقدوا كل الوظائف العصبية الإدراكية ولكن أجسامهم بقيت قادرة على التنفس، ويمكن لها (الاجسام) أن تقوم بحركات عفوية مختلفة. يمكن للجسم أن يبدوا مستيقظا وطبيعيا، ولكن بسبب فقدان جزء الوظيفة المعرفية من الدماغ، فالجسم يفقد القدرة على الاستجابة للبيئة. هذه الحالة الانباتية قد تستمر لسنوات.
وهناك حالات أخرى، بالإضافة إلى حالة الغيبوبة والإنباتية، تصف مستويات متفاوتة من فقدان الوعي وقدرة الشخص على الاستجابة للمحفزات. تشمل هذه حالة الذهول (بالإنجليزية: stupor)، وهي حالة الشخص فاقد الوعي ولكنه يستجب للمحفزات المتكررة المنشطة. هنالك أيضا حالة تلبد الاحساس (بالإنجليزية: obtundation) وحالة النوام (بالإنجليزية: lethargy)، التي تصف شخص لم يفقد وعيه تماما ولكنه لا يستجيب للمحفزات. والغيبوبة، وغيرها من حالات عدم الوعي تعتبر حالات طوارئ، ويتوجب اتخاذ إجراءات طبية على وجه السرعة لتجنب اضرارها الدائمة.

## العقل البشري
العقل البشري يتكون من ثلاثة أجزاء: المخ، المخيخ وجذع الدماغ.و المخ هو أكبر جزء من الدماغ ويشكل حوالي 85% من إجمالي وزن الدماغ. وهو مقسم إلى نصفين، واحد على كل جانب من الرأس. ضمن المخ تنتج أكثر العمليات العقلية والحسية تعقيدا، مثل الذكاء، والمنطق، والذاكرة، والعواطف، والرؤية، والقدرة على الشعور، الخ. والمخيخ هو جزء صغير ضمن الدماغ ويقع خلف المخ. يلعب دورا أساسيا في التنسيق، والوقوف والتوازن. وجذع الدماغ هو جزء يربط نصفي الكرة الدماغية مع الحبل الشوكي، وهو مسؤول عن السيطرة على العديد من الوظائف البدنية الأساسية، مثل التنفس وضغط الدم والبقاء مستيقظين وفي حالة تأهب.

## فقدان الوعي
كما هو الحال في معظم العمليات الذهنية التي تحدث في الدماغ، بيولوجيا الوعي معقدة للغاية وغير مفهومة طبيا بصورة كافية. هناك العديد من الأنسجة التي تقع في عمق الدماغ التي تلعب دورا في وعي ويقظة الشخص.
يعتقد أن أحد أهم العمليات الفيزيولوجية التي تحافظ على الشخص واعيا هو انتقال عصبي لإشارات كيميائية من جذع الدماغ ال نصفي الكرة الدماغية من المخ. لضمان إدراك الشخص بالبيئة المحيطة، لا بد لهذا الانتقال العصبي من اعمل بصورة متواصلة. الاصابات الشاذة التي تؤدي إلى قطع الانتقال يمكن أن تؤدي بدورها إلى الغيبوبة أو غيرها من حالات فقدان الوعي
هذه الاصابات التي يمكن أن تتسبب في حالة غيبوبة تشمل إصابة أو تلف خلايا المخ الذي يؤدي إلى تورم (الوذمة) في الدماغ، مما يؤدي إلى زيادة الضغط داخل الجمجمة. تزايد الضغط، سواء كان محليا في بقعة معينة أو منتشر ضمن الدماغ كله، سيقلل من تدفق الدم إلى الدماغ ويمكن أن يؤدي إلى فقدان الوعي.
إصابة أو تلف بعض الخلايا في الدماغ يمكن ن تتسبب في نقل وإزاحة بعض المناطق في الدماغ داخل الجمجمة، مما يؤدي إلى زيادة الضغط على الأنسجة المحيطة الأجهزة الواقع خلف خلايا الدماغ التي تحركت، بما في الأوعية الدموية. يطلق على حالات تحرك أجزاء من الدماغ ضمن الجمجمة اسم انفتاق الدماغ (بالإنجليزية: brain herniation). يمكن لانفتاق الدماغ أن يؤدي إلى الغيبوبة والوفاة إذا لم يعالج على الفور.

## الفيزيولوجيا المرضية

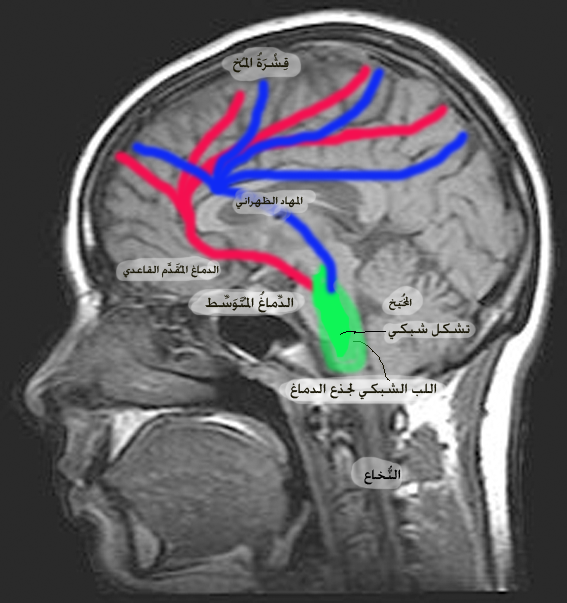
المسلك الظهري والمسلك البطني

التنبه أو التيقظ هي وظيفة نظام التنشيط الشبكي الصاعد. التيقظ إلى درجة السهاد (بالإنجليزية: wakefulness) هو شرط أساسي للوعي. يتم تمثيل نظام التيقظ هذا تشريحيا ضمن عدد من الأجهزة في سقيقة جذع الدماغ المنقارية (بالإنجليزية: rostral brainstem tegmentum)، والدماغ البيني (بالإنجليزية: diencephalon) وقشرة المخ (بالإنجليزية: cerebral cortex). من أهم هذه الأجهزة هي العصبونات المنتجة للأسيتيل والكولين، ضمن الأنوية المحيطة بالقصبة (بالإنجليزية: peribrachial nuclei)، والمتكونة من pedunculopontine tegmental والنوى السقيفية الظهرانية الجانبية (بالإنجليزية: lateral dorsal tegmental nuclei). تقوم هذه بإسقاطات منقارية ضمن ممرين رئيسيين:
1. مسلك ظهري يتشابك مع النوى المهادية غير المحددة ضمن الخط الناصف، والتي بدورها ترسل أسقاطا غلوتامينيلي (بالإنجليزية: glutaminergic) لمناطق واسعة من قشرة المخ
2. مسلك بطني الطريق من سقيقة جذع الدماغ المنقارية التي تصل إلى الدماغ المُقَدَّم القاعدي (بالإنجليزية: basal forebrain)، وخاصة الوطاء الخلفي (بالإنجليزية: posterior hypothalamus)، حيث تقوم محطات محورية بالتأثير على العصبوات التي تنتج مركبات أمينية مثل الهيستامين وغيرها لتنتج في النهاية هرمون الأوركسين (بالإنجليزية: orexin). هذه بدورها تساهم في التيقظ القشري.

و عليه فنظام التنشيط الشبكي الصاعد هو نظام معقد ذو مسارات مكررة تشارك في التيقظ وإدامة السهاد. يمكن مما سبق فهم سبب الانتعاش في نظام التنشيط بعد الغيبوبة الأولية بعد 3 أسابيع (تقريبا) من بداية غيبوبة في معظم المرضى.
إن عملية فقدان الإدراك أثناء النوم، والقابلة للعكس، ترتبط بالتثبيط الديناميكي لأنظمة النواقل العصبية المتعلقة بالتيقظ والمذكورة أعلاه
تقع مراكز النوم بصورة رئيسية في منطقة أَمام التصالبة البصرِية (بالإنجليزية: preoptic) ضمن الوطاء وتستخدم حمض جاما أمينو بوتيريك (بالإنجليزية: gamma-amino butyric acid (GABA))، ناقل عصبوني مثبط. الأدينوزين (بالإنجليزية: Adenosine)
الأدينوساين (بالإنجليزية: Adenosine)، هو معدل عصبي (بالإنجليزية: neuromodulator)، وهو أيضا يقوم بتغذية مرتدة لتثبيط نظام التيقظ. من ناحية نظرية يمكن أن تحدث الغيبوبة عند حصول خلل في التوازن الفيزيولوجِي لصالح مراكز النوم مقابل التيقظ.

## مسببات الغيبوبة
الاضطرابات التالية قد تؤدي إلى إحداث غيبوبة (بحد أدنى غيبوبة عابرة):
1. إصابات الدماغ الهيكلية
2. اضطرابات التمثيل الغذائي أو التغذية
3. ذيفان خارجي (بالإنجليزية: Exogenous toxins)
4. أمراض الجهاز العصبي المركزي (بالإنجليزية: CNS infections) أو إصاباته الإنتانية (بالإنجليزية: septic illness)
5. النوبات (بالإنجليزية: Seizures)
6. مشاكل درجة حرارة الجسم: خفض حرارة الجسم (بالإنجليزية: hypothermia) وفرط الحرارة (بالإنجليزية: hyperthermia)
7. الرضوح (بالإنجليزية: Trauma)

من البديهي أن تتداخل هذه الاصابات مع نظام التنشيط الشبكي الصاعد، إما بالتأثير عليه بشكل مباشر، أو على أنظمة مرتبطة إستراتيجيا.

### إصابات الدماغ الهيكلية
هي الإصابات التي تدمر أو تضغط مباشرة على أنسجة المخ. لإحداث حالة غيبوبة، يجب أن تشمل هذه الاصابات نظام التنشيط الشبكي الصاعد أو تنتج خلل وظيفي ضمن قشرة المخ. يمكن لإصابة مدمرة واحدة، على سبيل المثال السكتة الإقفارية (بالإنجليزية: ischaemic stroke) والنزف (بالإنجليزية: haemorrhagia) والاصابات التهابية (بالإنجليزية: inflammatry lesions) أو الأورام، عند إصابة نظام التنشيط الشبكي الصاعد، الدماغ البيني، قشرة المخ، أو أي من الأجهزة الموصلة بينهم، يمكن أن تنتج غيبوبة.
عند حدوث الإصابة، سيقوم نظام التنشيط بإعادة تفعيل ذاته لتنشئ دورة النوم والاستيقاظ في غضون 2-3 أسابيع

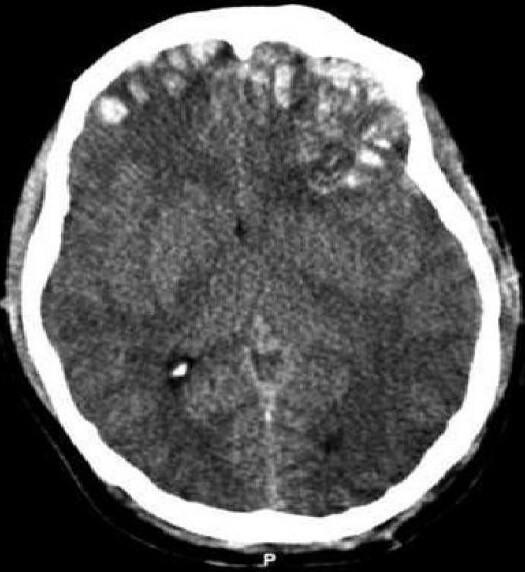
رضح دماغي

### الرضوح
الغيبوبة يمكن أن تحدث مباشرة بعد رضح رئيسي الارتجاج، وإصابة المحاور العصبية المنتشر والموت الدماغي
إصابات الدماغ الثانوية يمكن أن تتسبب في إحداث غيبوبة بعد فترة صحو أو ارتجاج معقج. الحالة الصرعية أيضا قد تكون مسؤلة عن غيبوبة متأخرة.

## تشخيص تفريقي
الغيبوبة يمكن أن تتشابه مع متلازمة المنحبس (بالإنجليزية: locked-in syndrome) وعدم الاستجابة النفسي (بالإنجليزية: psychogenic unresponsiveness).

## العلاج
يعتمد علاج الأشخاص في حالة غيبوبة على شدة حالة الغيبوبة وسببها. عند الدخول إلى قسم الطوارئ، عادة ما يتم وضع مرضى الغيبوبة في وحدة العناية المركزة (ICU) على الفور، حيث تصبح المحافظة على التنفس والدورة الدموية للمريض أولوية قصوى. يتم الحفاظ على استقرار التنفس والدورة الدموية من خلال استخدام إدخال الأنابيب والتنفس وإدارة السوائل في الوريد أو الدم وغيرها من الرعاية الداعمة حسب الحاجة.

### الرعاية المستمرة
بمجرد استقرار المريض وعدم تعرضه لخطر فوري، قد يكون هناك تحول في الأولوية من تثبيت المريض إلى الحفاظ على حالة صحته الجسدية. يعد نقل المرضى كل ساعتين إلى 3 ساعات عن طريق ادارتهم من جانب إلى الآخر أمرًا ضروريًا لتجنب تقرحات الفراش نتيجة حصرهم في السرير. يساعد تحريك المرضى من خلال استخدام العلاج الطبيعي أيضًا في منع انخماص العضلات أو التقلصات أو غيرها من التشوهات العظمية التي قد تتعارض مع تعافي مريض الغيبوبة.
الالتهاب الرئوي شائع أيضًا في مرضى الغيبوبة نظرًا لعدم قدرتهم على البلع مما قد يؤدي إلى الاختناق. نقص التنفس لدى مريض الغيبوبة، واستخدام أنبوب التغذية يمكن أن يؤدي إلى الطعام أو الشراب أو المواد العضوية الصلبة الأخرى التي يتم وضعها داخل الجهاز التنفسي السفلي (من القصبة الهوائية إلى الرئتين). هذا الاصطياد للمادة في الجهاز التنفسي السفلي يمكن أن يؤدي في النهاية إلى الإصابة بالالتهاب الرئوي.
قد يتعامل مرضى الغيبوبة أيضًا مع قلة الراحة أو النوبات. على هذا النحو، يمكن استخدام مساند القماش الناعمة لمنعها من سحب الأنابيب أو الضمادات، ويجب الحفاظ على القضبان الجانبية على السرير لمنع المرضى من السقوط.

### مقدمي الرعاية
الغيبوبة لديها مجموعة واسعة من ردود الفعل العاطفية من أفراد اسرة المرضى المتضررين، وكذلك مقدمي الرعاية الصحية الأولية وهم يرعون المرضى. أظهرت الأبحاث أن شدة الإصابة التي تسبب الغيبوبة لم يكن لها تأثيراً كبيراً مقارنةً بمرور الوقت منذ وقوع الإصابة. ردود الفعل الشائعة، مثل اليأس والغضب والإحباط والإنكار ممكنة. يجب أن ينصب تركيز رعاية المرضى على خلق علاقة ودية مع أفراد الأسرة أو من يعولهم من مريض مصاب بغيبوبة وكذلك إنشاء علاقة مع الطاقم الطبي. على الرغم من أن هناك أهمية كبيرة لمتلقي الرعاية الأولية، إلا أن المتقدمين للرعاية الثانوية يمكن أن يلعبوا دورًا مساندًا لتخفيف عبء المهام التي يتحملها مقدم الرعاية الأولية بشكل مؤقت.